# Baryproctus zarudnianus
Baryproctus zarudnianus är en stekelart som beskrevs av Telenga 1936. Baryproctus zarudnianus ingår i släktet Baryproctus och familjen bracksteklar. Inga underarter finns listade.